# Fgura
Fgura (oder Il-Fgura) ist eine mittelgroße Stadt in Malta. Es hat eines der 68 „Local Councils“.
Oberflächlich betrachtet, scheint Fgura eine in den 1960er-Jahren neu gebaute Stadt zu sein. Aber das äußere Erscheinungsbild verbirgt die alten Ursprünge. Die Stadt hat prähistorische Wurzeln – und es scheint, dass sie eine Siedlung aus phönizischer Zeit war. Zwischen 28. Oktober und 21. Dezember 1948 wurden sechs phönizische Gräber in Fgura gefunden – die meisten in der Liedna Street. Diese Gräber sind auf das 3. oder 4. Jahrhundert vor Christus zu datieren. Ihr Erscheinungsbild war unüblich und man fand menschliche Skelette, Überreste von Tieren, Tonscherben und andere Materialien und Fundstücke aus der Bronzezeit. Man benannte in der Stadt eine Straße „Triq is-Sejba Punika“ im Gedenken an die phönizischen Fundstücke.
Fgura, das hinter den „Three Cities“ im Landesinneren liegt, wurde vom Wachstum der Werftanlagen beeinflusst, insbesondere nach dem Zweiten Weltkrieg. Der nördliche Stadtrand wird durch die „Cottonera Lines“ (Befestigungslinien) gebildet; im Süden grenzt die Stadt an Żabbar und im Westen an Tarxien. Heute hat Fgura eine der höchsten Bevölkerungsdichten des Landes. Es dehnte sich kürzlich auf die an den Großen Hafen angrenzenden Gebiete aus und zählt zu den am schnellsten wachsenden Städten Maltas. Fgura wurde zu einer der wichtigsten Handelsplätze im Süden der Insel.
Das Stadtwappen von Fgura besteht aus einem waagrechten roten Streifen mit drei goldenen, fünfzackigen Sternen, einem Kreuz in der Mitte und einem weißen Hintergrund. Die Stadtheilige von Fgura ist Our Lady of Mount Carmel (Maria) und ihr jährliches Fest wird am zweiten Sonntag im Juli gefeiert. Fgura hat auch eine der eigentümlichsten Kirchen Maltas, die in Form eines Zeltes gebaut wurde.

## Sehenswürdigkeiten

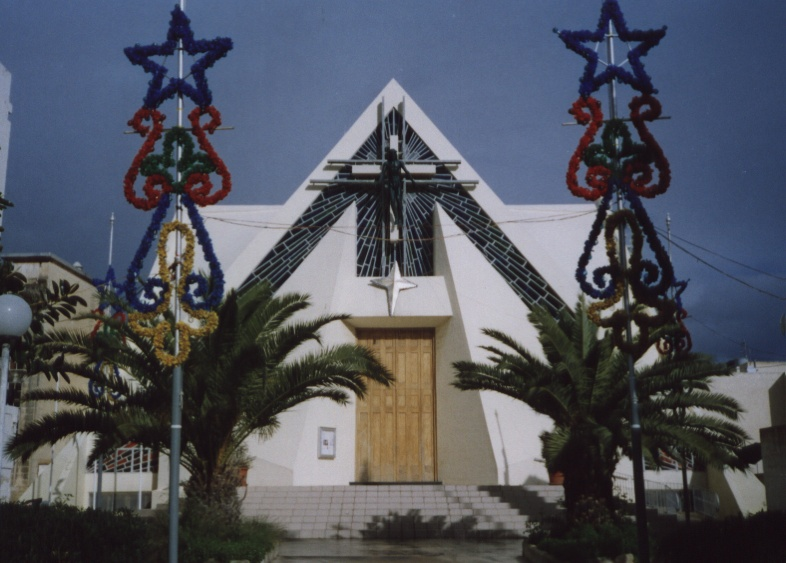
Die Kirchenfassade von Fgura

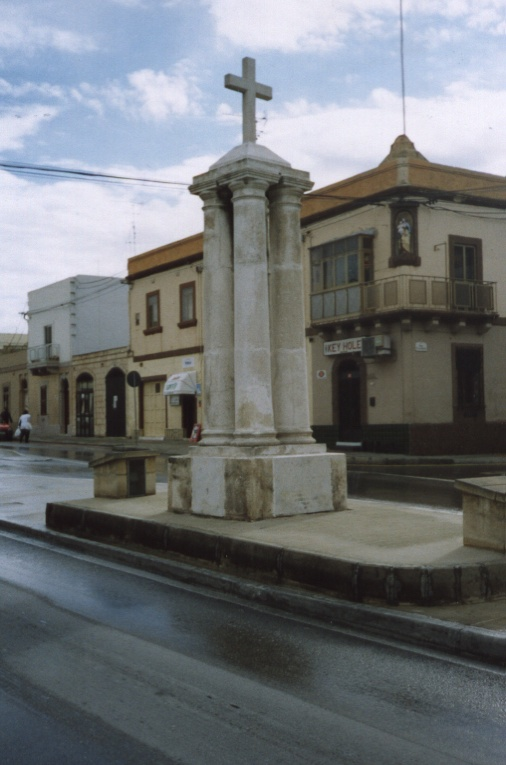
Il-Monument tas-Salib

### Il-Monument tas-Salib (Das Kreuz-Denkmal)
In der Hompesch Street gibt es ein Denkmal, das von der Bevölkerung als „Il-Monument tas-Salib“ bezeichnet wird. Es wurde im Februar 1990 eingeweiht, als Fgura die 25-jährige Erhebung zur Stadt 1965 feierte. Es wurde vom Bildhauer Ġanni Bonniċi entworfen und von Schülern der Ġlormu Cassar School gebaut.
Das Denkmal wurde genau dort errichtet, wo 1790 die kleine Kirche Our Lady of Mount Carmel gebaut wurde.
Das Denkmal sitzt auf vier Säulen, von denen jede eine spezielle Bedeutung hat. Drei der Säulen versinnbildlichen die drei Nachbarstädte Paola, Tarxien und Żabbar, von dessen Gemeindegebieten Teile zur neuen Gemeinde Fgura vereinigt wurden. Die vierte versinnbildlicht die Gemeinde Fgura. Am Fundament des Denkmals befinden sich vier Grabsteine. Sie erinnern an den 25. Geburtstag der Gemeinde Fgura, die Einweihung des Denkmals und einer ist eine Kopie eines anderen Grabsteins, der an einer 1844 gebauten Kirche war. Die Beschriftung dieses Grabsteins ist in Latein und beschreibt die Geschichte dieser Kirche.

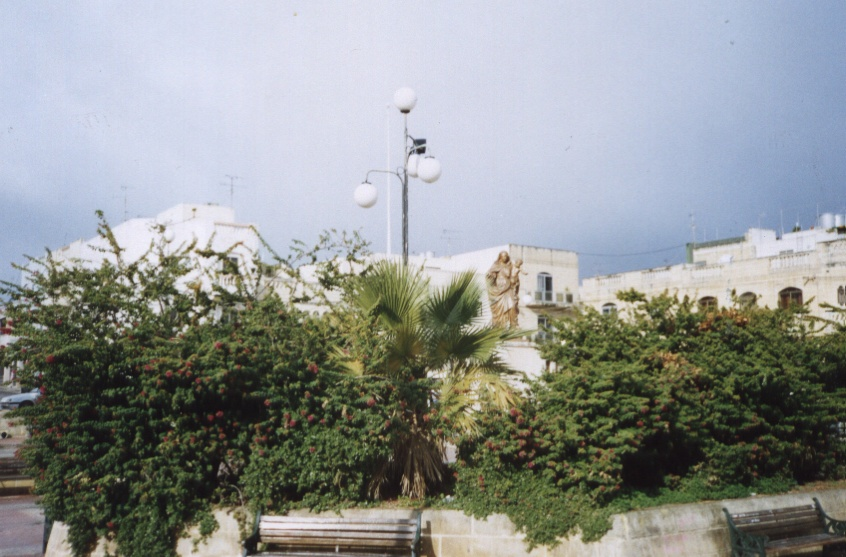
Reggie Miller Gardens

### Reggie Miller Gardens
Dieser Garten wurde nach Reggie Miller, dem Gründer der General Workers' Union (Gewerkschaft), benannt und von Lorry Sant, Minister der Arbeiterpartei und Einwohner von Fgura, am 28. März 1976 eingeweiht. Ursprünglich gab es dort einen Fischweiher, der von großen Kieselsteinen umgeben war. Auch eine Sonnenuhr von Paul Ignatius Micallef war da. Aber diese Arbeiten wurden entfernt, als der Stadtrat von Fgura etwas Geld sammeln und den Garten modernisieren konnte.

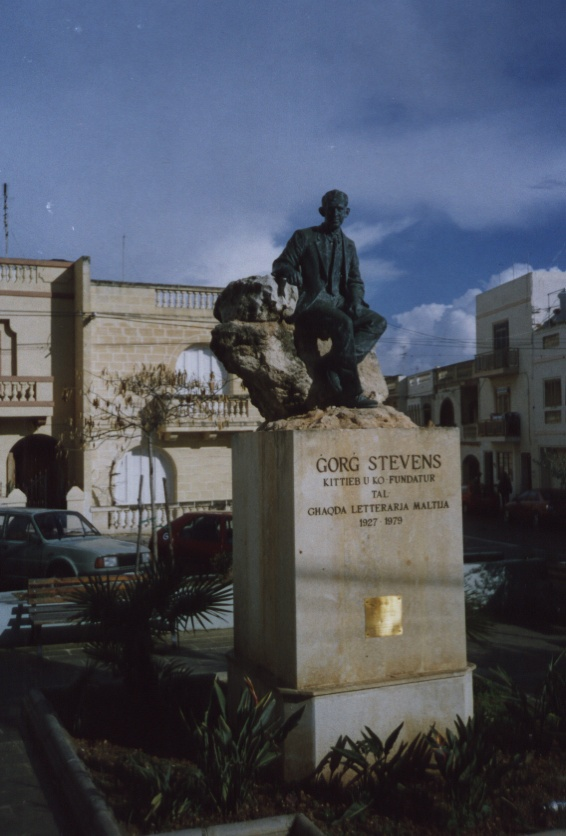
George Stevens’ Monument

### George Stevens Square
Am Samstag, dem 6. September 1986 weihte Minister Lorry Sant ein Denkmal ein, das nach George Stevens, Mitbegründer der maltesischen literarischen Gesellschaft benannt war. Dies war der 35. Geburtstag der Gesellschaft. Das Denkmal, das dem Platz den Namen gab, wurde vom Bildhauer Alfred Camilleri Cauchi entworfen und vom Stadtpfarrer Father Guido Micallef geweiht.

## Einige geschichtliche Fakten
Der Name „Fgura“ kommt vermutlich von dem maltesischen Wort „figura“ (Figur). Bevor Fgura eine eigene Gemeinde wurde, war es ein Vorort von Tarxien. Vor dem Zweiten Weltkrieg war Fgura ein Bauerndorf, das aus einigen verstreuten Bauernhäusern (von denen praktisch nichts übrig geblieben ist) in der Nähe der neuen Kirche (s. o.) und der neuen Schule in der St. Thomas Street bestand. Es gab dort ca. 20 Familien.

## Bevölkerung
Nach dem Zweiten Weltkrieg wurde aus dem Bauerndorf Fgura eine der am dichtesten besiedelten Orte in Malta. Im Krieg zogen viele Leute aus Cottonera und Cospicua am Großen Hafen nach Fgura, das ja wenige Kilometer landeinwärts lag. So entkamen sie den Bombenangriffen und lebten doch nahe ihren Geburtsorten.
1939 hatte Fgura nur 500 Einwohner. Bei der Stadterhebung 1965 waren es schon 2500. 1995 gab es 10922 Einwohner und am 31. Dezember 2020 waren es 12.947.